# Antrocaryon schorkopfii
Antrocaryon schorkopfii är en sumakväxtart som beskrevs av Adolf Engler. Antrocaryon schorkopfii ingår i släktet Antrocaryon och familjen sumakväxter. Inga underarter finns listade i Catalogue of Life.